# Aproximante lateral alveolar
| Aproximante lateral alveolar | Aproximante lateral alveolar |
| ---------------------------- | ---------------------------- |
| AFI – número                 | 155                          |
| AFI – Unicode                | l                            |
| AFI – imagem                 |                              |
| Entidade HTML                | &#108;                       |
| X-SAMPA                      | l                            |
| Kirshenbaum                  | l                            |
| Som Exemplo                  |                              |

A aproximante lateral alveolar é um tipo de fone consonantal empregado em alguns idiomas. O símbolo deste som tanto no alfabeto fonético internacional quanto no X-SAMPA é "l". Este som ocorre no português em palavras como "limpo".
Características desta consoante:
- Seu modo de articulação é aproximante lateral.
- Seu ponto de articulação é alveolar.
- É sonora em relação ao papel das pregas vocais.
- É oral em relação ao papel das cavidades bucal e nasal.